# Friedrich Ludwig Finck von Finckenstein
Pour les articles homonymes, voir Finck.
Friedrich Ludwig comte Finck von Finckenstein (né le 6 mai 1709 à Berlin et mort le 16 mars 1785 au château de Finckenstein) est un lieutenant général prussien, chef du 10e régiment de dragons et chevalier de l'Ordre de Saint-Jean.

## Biographie

### Origine
Friedrich Ludwig est le fils du maréchal Albrecht Konrad Finck von Finckenstein et de sa femme Susanna Magdalena von Hoff (1676-1752). Son frère aîné Friedrich Wilhelm (né en 1702 et mort en 1741 près de Mollwitz) est un colonel prussien, son frère cadet Karl Wilhelm von Finckenstein est un ministre prussien.

### Carrière militaire
Il a d'abord étudié pendant trois ans à l'Université de Francfort-sur-l'Oder. Il rejoint ensuite comme enseigne au 9e régiment de dragons. En 1731, il est promu lieutenant et la même année fait chevalier de Saint-Jean en présence du roi à Sonnenburg.
Pendant la campagne du Rhin en 1734, il est volontaire dans le 7e régiment de dragons (de). Puis il devient capitaine du 9e régiment de dragons et quand ce dernier est augmenté de trois escadrons, il obtient son propre escadron.
En 1741, il devient major et en 1742 lieutenant-colonel. En 1743, il devient commandant du 10e régiment de dragons le 15 décembre 1745, il combat à la bataille de Kesselsdorf et devient colonel en mai 1747. En 1754, il est promu général de division et chef du 10e régiment de dragons. Avant la bataille de Gross-Jägersdorf, il se casse le bras et ne participe donc pas. Après la guérison de son bras, il est transféré en Poméranie avec son régiment. Il forme l'avant-garde lors de la prise de Stralsund. En 1758, il rejoint l'armée du duc de Brunswick avec son régiment et le 9e régiment de dragons. Lorsque celui-ci part vers le Mecklembourg, il capture un régiment du Mecklenbourg-Schwerin près de Güstrow. Lors de batailles ultérieures avec les Français en Westphalie, il peut capturer douze officiers français, dont deux officiers d'état-major, et 60 soldats. Lorsque l'armée prussienne franchit le Rhin, son régiment forme l'avant-garde. Ils capturent les tambours du régiment de Bedford, que le roi laisse au régiment. En novembre 1758, il combat au sein du 9e régiment de dragons à Soest contre un corps français de 6 000 hommes, faisant de nombreux prisonniers. Sous le commandement du duc Ferdinand de Brunswick, il s'avance contre Francfort-sur-le-Main en 1759. Il combat ensuite à la bataille de Bergen. Il rencontre alors un corps français de 2 000 hommes près de Möllen, qu'il vainc. Le 1er août 1759, il participe à la bataille de Minden. Le 21 mars 1760, il est promu lieutenant général et transféré à l'armée du roi. Il combat donc le 15 août à la bataille de Liegnitz. Il y commande la réserve puis soutient le général von Zieten sur l'aile droite. En conséquence, l'armée principale autrichienne ne peut plus intervenir.
Le lendemain, il se bat à nouveau contre les Russes à Parchwitz, qui se retirent ensuite de l'autre côté de l'Oder. Il marche ensuite avec le roi vers Breslau et Schweidnitz, et de là vers la Saxe. C'est ainsi qu'il est venu à la bataille de Torgau. Là, son cheval est fusillé et il est fait prisonnier. Il est interné à Saint-Pölten près de Vienne et libéré après la paix de 1763. Ainsi, en mars, il est de retour à Berlin et retourne dans son régiment. Pendant la guerre de Succession de Bavière en 1778, il est de nouveau avec l'armée du roi en Silésie et en Bohême. Il meurt en 1785.

### Famille
Finck von Finckenstein est marié depuis le 4 novembre 1738 avec Albertina Maria de la maison Gilgenburg (née le 23 juillet 1719 et morte le 7 mai 1792) et a plusieurs descendants :
- Friedrich Albrecht (né le 28 octobre 1739 et mort le 2 août 1765)
- Élisabeth Albertine Wilhelmine (née le 12 janvier 1742)
- Friedrich Ludwig Wilhelm (né le 18 mars 1744)
- Luise Amalie Caroline (née le 23 octobre 1746 et morte le 23 février 1825) mariée avec le comte Friedrich Alexander zu Dohna-Schlobitten (né le 6 juillet 1741 et mort le 8 avril 1825)
- Sophie Wilhelmine (née le 13 février 1748)

Luise Amalie Caroline est la mère du maréchal Friedrich zu Dohna-Schlobitten.